# Dominique Cardona
Dominique Cardona (1955) és una directora de cinema algeriana lesbiana. Les seves pel·lícules més conegudes són Margarita (2012), Finn's Girl (2007), Below the Belt (1999) i Thank God I'm a Lesbian, totes elles co-dirigides amb Laurie Colbert.
Quan Dominique tenia set anys va anar a viure a França i es va graduar en dret a la Universitat de Montpeller. El 1990 va anar a viure a Toronto, a on va estudiar en un curs d'estiu sobre cinema organitzat per la Universitat de Nova York. El 1992 va tenir el seu debut cinematogràfic dirigint, juntament amb Laurie Colbert, Thank God I'm a Lesbian, amb qui també va co-dirigir les seves altres pel·lícules.

## Obres
- Margarita (2012). Drama sobre una parella que estan en problemes econòmics que cremen la mainadera mexicana lesbiana de la seva filla adolescent i per això són deportats.[4]
- Finn's Girl (2007). Drama-romanç sobre els temes de l'avortament i l'amor.[5]
- My Feminism (1997). Documental sobre el feminisme.[6]
- Thank God I'm a Lesbian (1992).
- La charia au Canada (4 capítols).[7]

## Premis
- Premi del jurat al Festival Internacional de Cinema Gai i Lèsbic de Barcelona del 2012.[8]
- Premi a Millor llargmetratge de ficció al Festival Internacional de Cinema de Dones de Créteil del 2012.[8]
- Premi de l'audiència al millor film al High Falls Film Festival del 2013.[8]
- Premi al Toronto Inside Out Festival and Gay Film and Video Festival del 2012.[8]
- Premi a la figura emergent del cinema al Festival L.A. Outfest per la pel·lícula Finn's Girl el 2007.[9]
- Nominada al premi Golden Zenith al Festival Internacional de Cinema de Montreal del 2007 per Finn's Girl.[9]
- Premi a la millor directora canadenca al Images Festival de Toronto pel documental My Feminism.[6]
- Premi a millor documental al Washington DC Int'I Lesbian & Gay Film Festival pel documental My Feminism.[6]
- Premi al millor documental al Festival Internacional de Cinema de Dones de Créteil del 1993 per la pel·lícula Thank God I'm a Lesbian.[10]
- Premi al millor documental al Festival Internacional de Cinema Gai i Lèsbic de Torí el 1993 pel documental Thank God I'm a Lesbian.[10]